# Ibiza (Samantha)
Ibiza is een single van Samantha. Het is een van de acht hits/hitjes die Samantha had en de tweede die in 1974 in de hitparade stond. Samantha heeft in dit lied last van verlangen naar vakantieliefde Martino die zij op Ibiza leerde kennen.

## Hitnotering

### BelgischeBRT Top 30
| Hitnotering: 25-5-1974 t/m 1-6-1974 | Hitnotering: 25-5-1974 t/m 1-6-1974 | Hitnotering: 25-5-1974 t/m 1-6-1974 |
| Week:                               | 1                                   |                                     |
| ----------------------------------- | ----------------------------------- | ----------------------------------- |
| Positie:                            | 29                                  | uit                                 |